# つなぎ空間
つなぎ空間（-くうかん）とは、都市空間における建築物と建築物の間、住宅地における敷地と建物の間等の空間的な間を指す。建築学、都市計画学的観念。

## 概要
都市空間では道、広場、庭、アプローチ、コモン、公開空地などがある。